# Maria Lai
Maria Lai nació el 27 de septiembre de 1919 en Ulassai y murió en Cardedu el 16 de abril de 2013 a los 93 años de edad. Representa una de las figuras femeninas más importantes de la historia del arte italiano de la segunda mitad del siglo XX.

## Biografía
Hija de Giuseppe y Sofía Mereu, Maria Lai es la segunda de cinco hijos. Cuando tenía tres años, los padres decidieron confiar su cuidado a los tíos a causa de su débil salud, y María se queda con ellos hasta los nueve años. Ella no asiste a la escuela infantil ni primaria, y por sí sola comienza a descubrir y aprovechar la aptitud para el dibujo.
Más tarde, en 1932, la familia decide inscribirla en la escuela secundaria en Cagliari, donde tiene la suerte de conocer a su profesor de italiano Salvatore Cambosu con el que establece una amistad profunda y duradera.
Él entiende las dificultades de la chica en la escuela, descubriendo su sensibilidad artística, y gracias a él, la joven estudiante se hace cargo de la importancia del valor del latín y los poemas y descubre el valor del ritmo de las palabras que conducen al silencio.
En 1939 decide trasladarse a Roma para estudiar en la Escuela de Arte, donde conoce a los escultores Angelo_Prini y Renato Marino Mazzacurati.
En 1943, a causa de la guerra, decide abandonar Roma, y sin ninguna ayuda financiera de su familia se traslada a Venecia para asistir a un curso de escultura en la Academia de Bellas Artes, impartido por Arturo Martini y Alberto Viani. 
El ambiente académico veneciano reúne diversas dificultades, una de esas es la desalentadora figura de su maestro Arturo Martini que no concibe la lucha por la aceptación de las mujeres en el mundo del arte. Además, en ese momento atraviesa también una crisis artística y solo más tarde comienza a darse cuenta de lo importante que fueron sus lecciones con Salvatore Cambosu, encontrando varias similitudes, es decir el ritmo en la escultura. 
En 1945 huye precipitadamente de Venecia y después de una breve temporada en Verona vuelve a Cerdeña, en Cagliari, donde al año siguiente enseña dibujo en el Instituto Técnico Femenino. En esta temporada cultiva una amistad con el escritor y artista Foiso Fois
Expone varias veces en Cagliari y luego, en 1957, expone dibujos a lápiz desde 1941 hasta 1954 en la Galería Obelisco de Roma por Marcello Venturoli.
Mientras tanto se abre un pequeño estudio de arte, pero repentinamente decide retirarse del mundo artístico, en un silencio que la acompañará durante unos 10 años, negándose incluso a exponer sus obras; a pesar del estímulo constante de Marcello Venturoli, un gran admirador de sus trabajos.
Una crisis que la mantiene lejana de las galerías y de los artistas, pero que la acerca al mundo de los poetas y escritores. En los años sesenta, de hecho, cultiva una amistad y colabora con el escritor Giuseppe Dessi, vecino de casa en Roma. 
A través del escritor vuelve a descubrir el significado del mito y las leyendas de su tierra natal, esta inspiración se aprecia en sus libros, y comprende aún más la importancia de su origen y el privilegio de ser de Cerdeña. En este silencio romano, observa las corrientes emergentes contemporáneas, tal como el arte povera e informal, y un poco más adelante incluye la importancia de las clases de Martini (observadas inicialmente como un fracaso total), las palabras de Cambosu, las tradiciones, los mitos e incluso las leyendas de su tierra natal. Empieza así un recorrido a través de objetos del pasado arcaico de Cerdeña, y comienza un viaje en el que ve el pasado como una investigación para el futuro. 
En 1961, recibe un considerable éxito y reconocimiento tanto en Roma como en Cerdeña.
En 1971 expone diferentes telares en Roma, en una muestra en la Galleria Schneider dirigida por Marcello Venturoli. Comienza un ciclo que caracteriza los siguientes diez años. Una aproximación al arte textil favorecida por el encuentro con el maestro Enrico Accatino que comienza a trabajar para el renacer del arte textil, involucrando a otros artistas del ramo de Cerdeña.
En 1976 conoce a Angela Grilletti Migliavacca, propietaria y directora de la galería de arte de Cagliari Duchamp y su futura curadora personal, con quien tiene una relación de amistad y de trabajo.
Ahora comienza una fase muy prolífica de su arte, expone en varias galerías y museos y en la Bienal de Venecia, en una muestra colectiva dirigida por Mirella Bentivoglio que había conocido en 1977.
Los años ochenta del siglo XX, sin embargo, se caracterizan por el ciclo de Geografie y de Libri cuciti (Geografías y Libros cosidos).
Empiezan las primeras operaciones en el territorio de Ulassai Legarsi alla Montagna (Ligarse a la Montaña) una obra muy conocida, que lleva a la creación de futuros trabajos en el pueblo.
En 1982 se realiza el camino de la cruz de la iglesia a Ulassai con Costantino Nivola  Strazza Guido y Luigi Veronesi el Lavatoio de Ulassai (Lavadero de Ulassai), que termina en 1989.
En 1983, continúa con la gestión del suelo en Orotelli con L’alveare del poeta (La colmena del poeta), una obra dedicada a Salvatore Cambosu y La disfatta dei varani (La derrota de los lagartos) en Camerino, en la provincia de Macerata.
Entre 1992 y 1993 realiza en Ulassai "El camino del rito", "cabras cocidas" y "precipicio".
En este contexto histórico, su trabajo es muy apreciado a nivel internacional. Se remonta a estos años la amistad con el diseñador Antonio Marras y las cantantes Marisa Sannia y Elena Ledda.
En 1993 vuelve de Roma y en los últimos años vive y trabaja en su casa de campo cerca del pueblo de Cardedu.
En 1995 comienza su colaboración con la compañía de teatro Fueddu y Gestu con la representación de "Maria Piedra".
De 1999 a 2001 se dedica al proyecto para el Museo del Aceite de Sabina en Castlel Nuevo de Farfa.
A partir de 2002 realiza varias intervenciones sobre el territorio de Ulassai: "Reflexiones sobre el arte", "El muro de los maraña" (2004) y "La Casa de la inquietud" (2005). 
En 2004, se le concede un doctorado honorario en letras por la Universidad de Cagliari por la excelente capacidad narrativa y conceptual de su obra, que combina con las técnicas tradicionales y arcaicas.

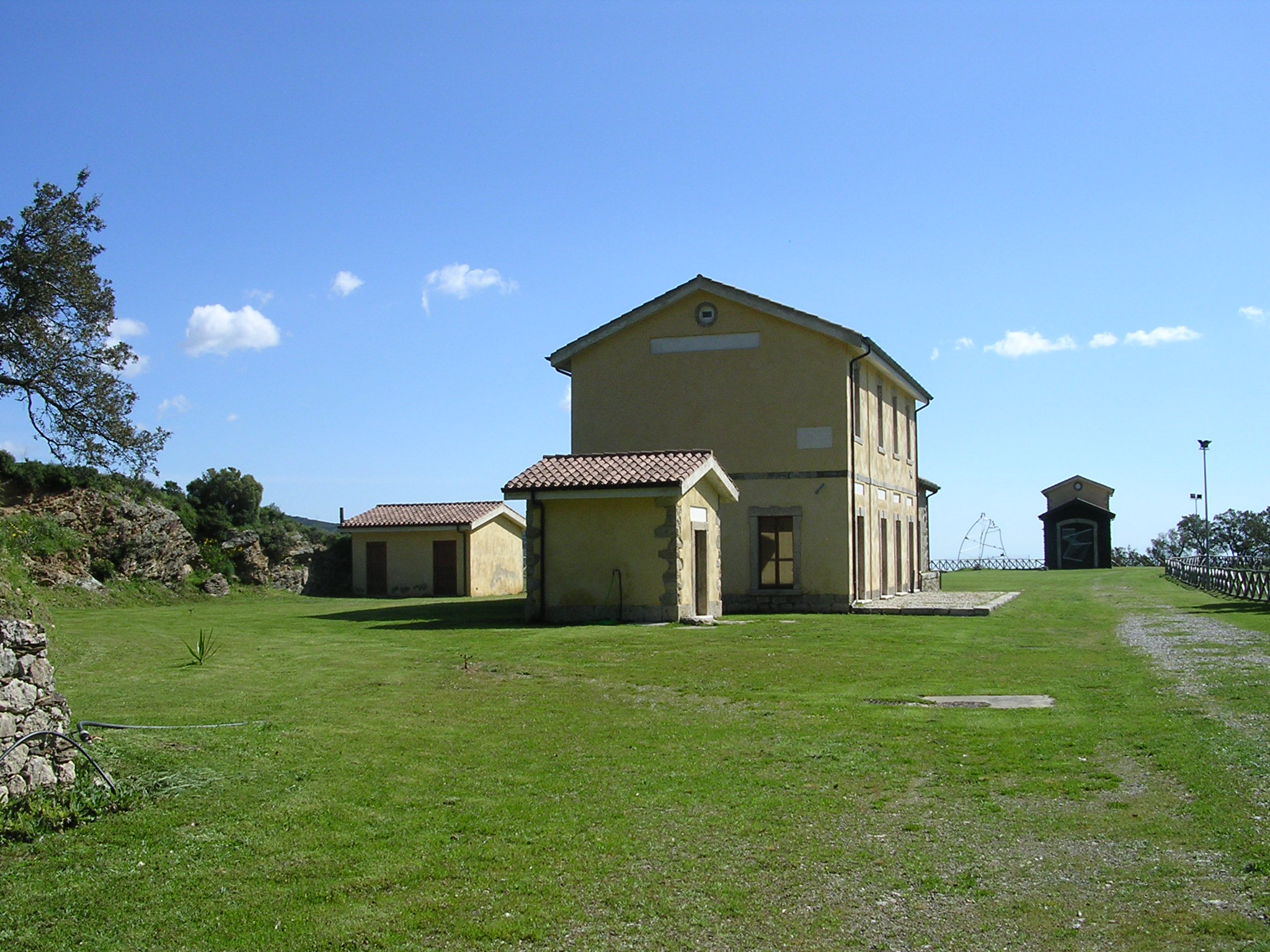
Museo de Arte Contemporáneo de Ulassai

El 8 de julio de 2006 se inaugura en la antigua estación de Ulassai el Museo de Arte Contemporáneo, denominado la “Estación de arte”, con la donación de 140 obras del artista, entre las más significativas de su carrera.
En 2009 realiza La cattura dell’ala del vento (La captura del ala del viento) para el parque eólico de Ulassai.
En 2011 recibe el prestigioso "Premio Cámara de Diputados para el 150 aniversario de Italia" con la obra Orme di leggi (Huellas de leyes).
En 2012 participa con su propio espacio en Pulse en la Feria Internacional de Arte Contemporáneo en Miami. 
Después de las últimas exposiciones en los Estados Unidos y principales eventos europeos, Maria Lai es reconocida como una de las artistas más importantes de Cerdeña.
Seis meses después de su muerte se celebró una conferencia en su memoria, promovida por Laura Boldrini, en la sala Reina en Palazzo Montecitorio en Roma.
En 2019, el Museo nazionale delle arti del XXI secolo (MAXXI) rinde homenaje a la artista con motivo del centenario de su nacimiento.

## Obras en espacios públicos
Según la propia artista, su obra más importante la representa Legarsi alla montagna.
- "Orme di leggi", 2011, en la Nuova Aula dei Gruppi Parlamentari, Palazzo Montecitorio Roma
- "Cucire e ricucire sul diritto e sul rovescio", 2010, en la Facultad de Derecho de la Universidad de Cagliari
- "La cattura dell'ala del vento", 2009, en il Parco Eólico di Ulassai
- "Omaggio a Grazia Deledda", 2012, en la Chiesa della Solitudine en Nuoro
- "Il Tempo dell'arte", 1998, en el Museo Su Logu e s'iscultura Tortolì

## Reconocimientos
- Laurea honoris causa en 2004
- Premio especial Premio Dessì en 2007
- Premio speciale della giuria al Premio Ciampi nel 2012

## Maria Lai en colecciones públicas
- Biblioteca Nazionale Centrale di Firenze
- Museum of Modern Art di New York (Moma)
- Centro Georges Pompidou de París
- Galleria nazionale d'arte moderna e contemporanea de Roma
- MUSMA de Matera
- Museo d'arte della provincia di Nuoro
- Galleria comunale d'arte di Cagliari
- Museo d'arte contemporanea Masedu
- Collezione Soddu-Tanda, de Pietro Soddu en Benetutti
- Museo d'arte moderna e contemporanea di Trento e Rovereto (MART) Donación por Mirella Bentivoglio

## Maria Lai en colecciones privadas
- Collezione Renato Alpegiani, Turín

## Muestras personales
- 1953 Cagliari Gli amici del Libro
- 1956 Cagliari Gli amici del Libro
- 1956 Palm Beach Little Gallery
- 1957 Roma Galleria L'Obelisco
- 1958 Estocolmo Nordiska Companiet
- 1961 Roma Galleria L'astrolabio
- 1963 Roma Galleria L'albatro
- 1971 Roma Galleria Schneider
- 1975 Cagliari Arte Duchamp, "Tele e collages"
- 1977 Savona Galleria Il brandale
- 1977 Nuoro Galleria Chironi
- 1977 Cagliari Arte Duchamp
- 1978 Bienal di Venecia, Libro scalpo, Libro Pianto
- 1979 Roma Centro Morandi
- 1979 Bologna Arte Fiera (personale presso la “Arte Duchamp”)
- 1980 Cagliari Arte Duchamp, "Scritture"
- 1980 Roma Spazio Alternativo
- 1980 Trieste Studio Tommaseo
- 1981 Ulassai "Legarsi alla Montagna"
- 1982 Ulassai Lavatoio Comunale
- 1982 Perth Australia Quentin Gallery
- 1983 Bari Centrosei
- 1983 Sídney Yvan Dougherty Gallery
- 1983 Roma Spazio Documento, il paese dei nastri celesti
- 1983 Orotelli, l'alveare del poeta
- 1983 Camerino, la disfatta dei varani
- 1984 Roma Spazio Documento, Tenendo per mano il sole
- 1984 Roma Calcografia Nazionale, artisti al lavoro, Maria Lai Franca Sonnino
- 1986 Prato, Teatro Comunale, lettere al lupo
- 1987 Turín, Quantica Studio
- 1989 Hannover Biblioteca dell'Università
- 1990 Roma Studio Stefania Miscetti: La leggenda di Maria Pietra
- 1992 Nápoles Galassia Gutemberg Oltre le indie Libri in stoffe
- 1992 Castel di Tusa (ME), Atelier sul Mare, Su barca di carta mi imbarco
- 1994 Roma scuderie di Palazzo Ruspoli, Inventare altri spazi
- 1996 Venecia Scuola di Gráfica Internazionale, Ca de janas
- 1998 Cagliari, Man Ray Janas
- 2006 Ulassai Inaugurazione Stazione dell'arte
- 2008 Roma Festival Internazionale del Cinema, Ansia d'Infinito
- 2011 Venecia, Premio Venere nera
- 2011 Roma Premio Camera dei deputati, 150 anni dell'Unità d'Italia, Orme di Leggi
- 2012 Miami U.S.A, Pulse "Fiera Internazionale d'Arte Contemporanea
- 2013 Milán Nuova Galleria Morone, "Tra fiabe, miti e leggende: le Tracce di un dio distratto"
- 2013 Boloña Museo d'arte moderna di Bologna "Autoritratti"

## Muestras posmodernas
- 2013 Catanzaro MARCA, Museo delle Arti, "Bookhouse"
- 2013 Mirano Harmonia Plantarum, Museo La Barchessa
- 2013 Venecia Tracce di un Dio Distratto, Bienal di Venecia
- 2014 Matera MUSMA, Retrospettiva, Maria Lai opere dal 1942 al 2011
- 2014 Nuoro MAN, Cagliari Palazzo di città, Ulassai Stazione dell'arte e Museo a cielo aperto, Retrospettiva dal titolo "Ricucire il mondo" 300 opere dagli anni Quaranta ai Duemila